# ワールド・マスターズ (ダーツ)
ワールド・マスターズ (World Masters)は、ワールド・ダーツ・フェデレイション (WDF) が開催するダーツのトーナメントである。
2020年にブリティッシュ・ダーツ・オーガナイゼイション (BDO) が消滅するまでは、BDOが開催するトーナメントの中で、最も歴史のあるトーナメントであり、BDO ワールド・プロフェッショナル・ダーツ・チャンピオンシップス (レイクサイド) に次ぐ、2番目に大きなトーナメントであった。2024年からWDF主催で継続されている。なお2025年から開催のPDC主催のワールドマスターズとは無関係

## カテゴリ
このトーナメントのメンズとウィメンズ、及びボーイズとガールズは、WDFのランキングに反映されるトーナメントである。
- WDF: Major[2]

WDFのランキングにおいて、このトーナメントのランキング・ポインツは、同じカテゴリにあるWDF ワールド・ダーツ・チャンピオンシップと同じである。

## 日程・会場・放送など
日程、会場、タイトル・スポンサー、テレビ放送の情報は、以下の通りである。
| 年   | 開始日          | 終了日          | 開催日数 | 会場                                          | スポンサー | 使用ボード       | テレビ放送         |
| ---- | --------------- | --------------- | -------- | --------------------------------------------- | ---------- | ---------------- | ------------------ |
| 1974 | 不明            | 不明            | 不明     | ウェスト・センター・ホテル (フラム)           | Phonogram  | WINMAU           | -                  |
| 1975 | 不明            | 不明            | 不明     | ウェスト・センター・ホテル (フラム)           | Phonogram  | WINMAU           | -                  |
| 1976 | 不明            | 不明            | 不明     | ウェスト・センター・ホテル (フラム)           | Winmau     | WINMAU           | -                  |
| 1977 | 不明            | 不明            | 不明     | ウェンブリー・カンファレンス・センター        | Winmau     | WINMAU           | -                  |
| 1978 | 不明            | 不明            | 不明     | ウェンブリー・カンファレンス・センター        | Winmau     | WINMAU           | -                  |
| 1979 | 不明            | 不明            | 不明     | ウェンブリー・カンファレンス・センター        | Winmau     | WINMAU           | ITV                |
| 1980 | 不明            | 不明            | 不明     | ウェンブリー・カンファレンス・センター        | Winmau     | WINMAU           | ITV                |
| 1981 | 不明            | 不明            | 不明     | ウェンブリー・カンファレンス・センター        | Winmau     | WINMAU           | ITV                |
| 1982 | 不明            | 不明            | 不明     | レインボウ・スート (ケンジントゥン)           | Winmau     | WINMAU           | ITV                |
| 1983 | 不明            | 不明            | 不明     | レインボウ・スート (ケンジントゥン)           | Winmau     | WINMAU           | ITV                |
| 1984 | 不明            | 不明            | 不明     | レインボウ・スート (ケンジントゥン)           | Winmau     | WINMAU           | -                  |
| 1985 | 不明            | 不明            | 不明     | レインボウ・スート (ケンジントゥン)           | Winmau     | WINMAU           | -                  |
| 1986 | 不明            | 不明            | 不明     | レインボウ・スート (ケンジントゥン)           | Winmau     | WINMAU           | ITV                |
| 1987 | 不明            | 不明            | 不明     | レインボウ・スート (ケンジントゥン)           | Winmau     | WINMAU           | ITV                |
| 1988 | 不明            | 不明            | 不明     | レインボウ・スート (ケンジントゥン)           | Winmau     | WINMAU           | -                  |
| 1989 | 不明            | 不明            | 不明     | レインボウ・スート (ケンジントゥン)           | Winmau     | WINMAU           | -                  |
| 1990 | 不明            | 不明            | 不明     | ラマーダ・イン (ロンドン、リリー・ロード)     | Winmau     | WINMAU           | -                  |
| 1991 | 不明            | 不明            | 不明     | ラマーダ・イン (ロンドン、リリー・ロード)     | Winmau     | WINMAU           | -                  |
| 1992 | 不明            | 不明            | 不明     | アールズ・コート (ロンドン)                   | Winmau     | WINMAU           | -                  |
| 1993 | 不明            | 不明            | 不明     | アールズ・コート (ロンドン)                   | Winmau     | WINMAU           | -                  |
| 1994 | 不明            | 不明            | 不明     | アールズ・コート (ロンドン)                   | Winmau     | WINMAU           | -                  |
| 1995 | 不明            | 不明            | 不明     | アールズ・コート (ロンドン)                   | Winmau     | WINMAU           | -                  |
| 1996 | 不明            | 不明            | 不明     | ペァラゴン・ホテル (ロンドン、リリー・ロード) | Winmau     | WINMAU           | -                  |
| 1997 | 不明            | 不明            | 不明     | ペァラゴン・ホテル (ロンドン、リリー・ロード) | Winmau     | WINMAU           | -                  |
| 1998 | 不明            | 不明            | 不明     | レイクサイド・カントリー・クラブ              | Winmau     | WINMAU           | -                  |
| 1999 | 1999/12/3 (金)  | 1999/12/4 (土)  | 2        | レイクサイド・カントリー・クラブ              | Winmau     | WINMAU           | -                  |
| 2000 | 2000/12/1 (金)  | 2000/12/2 (土)  | 2        | レイクサイド・カントリー・クラブ              | Winmau     | WINMAU           | -                  |
| 2001 | 2001/11/30 (金) | 2001/12/2 (日)  | 3        | レイクサイド・カントリー・クラブ              | Winmau     | WINMAU           | -                  |
| 2002 | 2002/11/1 (金)  | 2002/11/3 (日)  | 3        | ブリドゥリントゥン・スパー・ロイヤル・ホール  | Winmau     | WINMAU           | -                  |
| 2003 | 2003/10/31 (金) | 2003/11/2 (日)  | 3        | ブリドゥリントゥン・スパー・ロイヤル・ホール  | Winmau     | WINMAU           | BBC                |
| 2004 | 2004/10/22 (金) | 2004/10/24 (日) | 3        | ブリドゥリントゥン・スパー・ロイヤル・ホール  | Winmau     | WINMAU           | BBC                |
| 2005 | 2005/10/21 (金) | 2005/10/24 (月) | 4        | ブリドゥリントゥン・スパー・ロイヤル・ホール  | Winmau     | WINMAU BLADE III | BBC                |
| 2006 | 2006/10/13 (金) | 2006/10/16 (月) | 4        | レジャー・ワールド (ブリドゥリントゥン)       | Winmau     | WINMAU BLADE III | BBC                |
| 2007 | 2007/11/16 (金) | 2007/11/18 (日) | 3        | レジャー・ワールド (ブリドゥリントゥン)       | Winmau     | WINMAU BLADE III | BBC                |
| 2008 | 2008/12/5 (金)  | 2008/12/7 (日)  | 3        | ブリドゥリントゥン・スパー・ロイヤル・ホール  | Winmau     | WINMAU BLADE III | BBC                |
| 2009 | 2009/9/4 (金)   | 2009/9/6 (日)   | 3        | ブリドゥリントゥン・スパー・ロイヤル・ホール  | Winmau     | WINMAU BLADE III | BBC                |
| 2010 | 2010/10/29 (金) | 2010/10/31 (日) | 3        | ハル・シティ・ホール                          | Winmau     | WINMAU BLADE 4   | BBC (30、31日のみ) |

## 出場権
このトーナメントの出場権は、主に次のようなプレイヤーに与えられる。
- 歴代ワールド・マスターズや、レイクサイド、WDFの各種カップ・トーナメントのチャンピオン
- BDO インヴィテイション・テイブルズ (BDOのランキング) 及び各種ランキングの上位プレイヤー
- BDOやWDFのメンバーによる各種トーナメントのチャンピオン
- イギリスで行われるプレイオフの上位プレイヤー
- カウンティにおいて成果を残したプレイヤー
- IDPAやスポンサーによる招待プレイヤー

### JSFD開催のトーナメントから
現在、日本におけるWDFのメンバーであるJSFDは、ワールド・マスターズの出場権男子4名、女子2名を、有している。
明示されている条件は、次の通りである。
- JAPAN OPEN 優勝者: 男女各1名
- JSFDの男子ランキングにおける合計ポイント1位: 男子1名
- Steelers 優勝者 (個人戦): 男女各1名

## チャンピオンズ
各トーナメントのチャンピオンは、以下の通りである。
| 年   | メンズ・ワールド・マスターズ       | ウィメンズ・ワールド・マスターズ | ボーイズ・ワールド・マスターズ                              | ガールズ・ワールド・マスターズ                              |
| ---- | ---------------------------------- | -------------------------------- | ----------------------------------------------------------- | ----------------------------------------------------------- |
| 1974 | クリフ・イングリス                 |                                  |                                                             |                                                             |
| 1975 | アラン・エヴァンス                 |                                  |                                                             |                                                             |
| 1976 | ジョン・ロウ                       |                                  |                                                             |                                                             |
| 1977 | エリック・ブリストウ               |                                  |                                                             |                                                             |
| 1978 | ロニー・デイビス                   |                                  |                                                             |                                                             |
| 1979 | エリック・ブリストウ               |                                  |                                                             |                                                             |
| 1980 | ジョン・ロウ                       |                                  |                                                             |                                                             |
| 1981 | エリック・ブリストウ               |                                  |                                                             |                                                             |
| 1982 | デイブ・ウィットコム               | アン・マリー・デイビス           |                                                             |                                                             |
| 1983 | エリック・ブリストウ               | ソーニャ・ラルフス               |                                                             |                                                             |
| 1984 | エリック・ブリストウ               | キャシー・ウォンズ               |                                                             |                                                             |
| 1985 | デイブ・ウィットコム               | リリアン・バーネット             |                                                             |                                                             |
| 1986 | ボブ・アンダーソン                 | キャシー・ウォンズ               | ハリス・リム (ワールド・ユース・マスターズ)                 | ハリス・リム (ワールド・ユース・マスターズ)                 |
| 1987 | ボブ・アンダーソン                 | アン・トーマス                   | ショーン・ベル (ワールド・ユース・マスターズ)               | ショーン・ベル (ワールド・ユース・マスターズ)               |
| 1988 | ボブ・アンダーソン                 | マンディー・ソロモンズ           | ショーン・ダウリング (ワールド・ユース・マスターズ)         | ショーン・ダウリング (ワールド・ユース・マスターズ)         |
| 1989 | ピーター・エヴィソン               | マンディー・ソロモンズ           | デニス・バイザー (ワールド・ユース・マスターズ)             | デニス・バイザー (ワールド・ユース・マスターズ)             |
| 1990 | フィル・テイラー                   | リアン・スピード                 | クレイグ・クレイニー (ワールド・ユース・マスターズ)         | クレイグ・クレイニー (ワールド・ユース・マスターズ)         |
| 1991 | ロッド・ハリントン                 | サンディ・レイタン               | マイケル・バーナード (ワールド・ユース・マスターズ)         | マイケル・バーナード (ワールド・ユース・マスターズ)         |
| 1992 | デニス・プリーストリー             | リーアン・マドック               | リーアン・マドック (ワールド・ユース・マスターズ)           | リーアン・マドック (ワールド・ユース・マスターズ)           |
| 1993 | スティーブ・ビートン               | マンディー・ソロモンズ           | ジェイミー・ケーブン (ワールド・ユース・マスターズ)         | ジェイミー・ケーブン (ワールド・ユース・マスターズ)         |
| 1994 | リッチー・バーネット               | デタ・ヘッドマン                 | スティーブン・デ・ブラッカー (ワールド・ユース・マスターズ) | スティーブン・デ・ブラッカー (ワールド・ユース・マスターズ) |
| 1995 | エリック・クラリス                 | シャロン・コルクロー             | マーティン・ワットモウ (ワールド・ユース・マスターズ)       | マーティン・ワットモウ (ワールド・ユース・マスターズ)       |
| 1996 | コリン・モンク                     | シャロン・ダグラス               | カーステン・ホフマン (ワールド・ユース・マスターズ)         | カーステン・ホフマン (ワールド・ユース・マスターズ)         |
| 1997 | グラハム・ハント                   | マンディー・ソロモンズ           | アーロン・ターナー (ワールド・ユース・マスターズ)           | アーロン・ターナー (ワールド・ユース・マスターズ)           |
| 1998 | レス・ウォレス                     | カレン・ローマン                 | ポール・ヒギンズ (ワールド・ユース・マスターズ)             | ポール・ヒギンズ (ワールド・ユース・マスターズ)             |
| 1999 | アンディ・フォーダム               | フランシス・フーンセラール       | マーティン・ブラウン                                        | ジャニーン・ゴフ                                            |
| 2000 | ジョン・ウォルトン                 | トリナ・ガリバー                 | ダニー・バラード                                            | ジャニーン・ゴフ                                            |
| 2001 | レイモンド・ファン・バルネフェルト | アン・カーク                     | スティーブン・バンティング                                  | アナスタシア・ドブロミスロワ                                |
| 2002 | マーク・ダッドブリッジ             | トリナ・ガリバー                 | ショーン・マクドナルド                                      | リンジー・マクドナルド                                      |
| 2003 | トニー・ウェスト                   | トリナ・ガリバー                 | カーク・シェパード                                          | スティービー・リッグズ                                      |
| 2004 | マーヴィン・キング                 | トリナ・ガリバー                 | オスカー・ルカシアク                                        | アイリーン・アドリアノワ                                    |
| 2005 | レイモンド・ファン・バルネフェルト | トリナ・ガリバー                 | ジョニー・ナイス                                            | ローラ・タイ                                                |
| 2006 | マイケル・ヴァン・ガーウェン       | フランシス・フーンセラール       | マールテン・パーペ                                          | キンバリー・ルイス                                          |
| 2007 | ロバート・ソーントン               | カリン・クラッペン               | ショーン・グリフィス                                        | キンバリー・ルイス                                          |
| 2008 | マーティン・アダムズ               | フランシス・フーンセラール       | ショーン・グリフィスス                                      | リンダ・オデン                                              |
| 2009 | マーティン・アダムズ               | リンダ・イサロード               | ジェイミー・ルイス                                          | ゾーイ・ジョーンズ                                          |
| 2010 | マーティン・アダムズ               | ジュリー・ゴア                   | リース・ロビンソン                                          | ゾーイ・ジョーンズ                                          |
| 2011 | スコット・ウェイツ                 | リサ・アシュトン                 | ジミー・ヘンドリクス                                        | エミリー・デビッドソン                                      |
| 2012 | スティーブン・バンティング         | ジュリー・ゴア                   | ジェフリー・デ・ズワーン                                    | ファロン・シャーロック                                      |
| 2013 | スティーブン・バンティング         | デタ・ヘッドマン                 | ショーン・ラヴェット                                        | ケイシー・ギャラガー                                        |
| 2014 | マーティン・フィリップス           | アナスタシア・ドブロミスロワ     | コリン・ローロフス                                          | ロビン・バーン                                              |
| 2015 | グレン・デュラント                 | アイリーン・デ・グラーフ         | ジャスティン・ファン・テルグー                              | ダニエル・アシュトン                                        |
| 2016 | グレン・デュラント                 | トリナ・ガリバー                 | ジャスティン・ファン・テルグー                              | ベロニカ・コロレワ                                          |
| 2017 | クリストフ・ラタイスキー           | ロレイン・ウィンスタンリー       | ニコ・ブルム                                                | ボー・グリーブ                                              |
| 2018 | アダム・スミス=ニール              | リサ・アシュトン                 | ユリエン・ファン・デル・ベルデ                              | ボー・グリーブ                                              |
| 2019 | ジョン・オシェイ                   | リサ・アシュトン                 | キーン・バリー                                              | ケイティ・シェルドン                                        |
| 2022 | ウェズリー・プレジエ               | ボー・グリーブ                   | ルーク・リトル                                              | ペイジ・ポーリング                                          |

## 記録

### 最多優勝
メンズ
- 5  エリック・ブリストウ (1977, 79, 81, 83 – 84)
- 3  ボブ・アンダーソン (1986 – 88)
- 3  マーティン・アダムズ (2008 – 10)
- 2  デイブ・ウィットコム (1982, 85)
- 2  レイモンド・ファン・バルネフェルト (2001, 05)
- 2  スティーブン・バンティング (2012 – 13)
- 2  グレン・デュラント (2015 – 16)

　ウィメンズ
- 6  トリナ・ガリバー (2000, 02 - 05, 16)
- 4  マンディ・ソロモンズ (1988 - 89, 93, 97)
- 3  フランシス・フーンセラール (1999, 2006, 08)
- 3  リサ・アシュトン (2011, 18 - 19)

　ボーイズ
- 2  ショーン・グリフィス (2007 - 08)
- 2  ジャスティン・ファン・テルグー (2015 - 16)

　ガールズ
- 2  ジャニーン・ゴフ (1999 - 2000)
- 2  キンバリー・ルイス (2006 - 07)
- 2  ゾーイ・ジョーンズ (2009 - 10)
- 2  ボー・グリーブ (2017 - 18)

### ダブル・チャンピオン
- リーアン・マドック: 1992のユースとウィメンズ[12][13]

### BDO ワールド・チャンピオンシップとのタイトル同時取得
| - 同時期 (ワールド・マスターズの年, ワールド・チャンピオンシップの年) - 3 エリック・ブリストウ (1979, 1980), (1983, 1984), (1987, 1988) - 1 ボブ・アンダーソン (1987, 1988) - 1 リッチー・バーネット (1994, 1995) - 1 ジョン・ウォルトン (2000, 2001) - 1 マーティン・アダムズ (2009, 2010) - 同年 - 1 フィル・テイラー (1990) - 1 レイモンド・ファン・バルネフェルト (2005) - 全キャリア - ジョン・ロウ - エリック・ブリストウ - ボブ・アンダーソン - フィル・テイラー - デニス・プリーストリー - リッチー・バーネット - スティーブ・ビートン - レス・ウォレス - ジョン・ウォルトン - レイモンド・ファン・バルネフェルト - アンディ・フォーダム - マーティン・アダムズ | - 同時期 (ワールド・マスターズの年, ワールド・チャンピオンシップの年) - 5 トリナ・ガリバー (2000, 2001)-(2005, 2006) - 1 フランシス・フーンセラール (2008, 2009) - 同年 - 4 トリナ・ガリバー (2002-2005) - 全キャリア - トリナ・ガリバー - フランシス・フーンセラール |

### ナイン・ダート・フィニッシュ
- 1  ジョン・ウォルトン (2007)[8]

## 参照・注釈
1. ↑  World Masters History Winmau Dartboards
2. ↑  WDF TOURNAMENT CATEGORIES AND POINTS ALLOCATIONS FOR 2010 WDF
3. ↑  Winmau 1974-2008
4. ↑  WINMAU WORLD MASTERS 2007
5. ↑  WINMAU WORLD MASTERS 2008
6. ↑  WINMAU WORLD MASTERS 2009
7. ↑  WINMAU MASTERS - ABRIEF HISTORY Patrick Chaplin - Darts Historian
8. 1 2  2010 BDO WINMAU WORLD MASTERS MOVES TO THE CITY HALL, HULL Winmau Dartboards
9. ↑  WINMAU WORLD MASTERS 2010: QUALIFIERS BDO
10. ↑  JSFDが有する権利
11. ↑  ポイント・システム - その他 JSFD
12. 1 2 3 4 5 6 7 8  WINMAU WORLD MASTERS: ROLL OF HONOUR
13. 1 2 3 4 5 6 7 8  Past Winners of The WINMAU World Masters Winmau Dartboards